# أيفي سكوت
أيفي سكوت (بالإنجليزية: Ivy Scott) هي مغنية وممثلة أسترالية، ولدت في 1886، وتوفيت في 3 فبراير 1947.

## وصلات خارجية
- أيفي سكوت على موقع IMDb (الإنجليزية)
- أيفي سكوت على موقع ميوزك برينز (الإنجليزية)
- أيفي سكوت على موقع قاعدة بيانات برودواي على الإنترنت (الإنجليزية)
- أيفي سكوت على موقع ديسكوغز (الإنجليزية)